# Phrygionis appropriata
Phrygionis appropriata är en fjärilsart som beskrevs av Walker 1861. Phrygionis appropriata ingår i släktet Phrygionis och familjen mätare. Inga underarter finns listade i Catalogue of Life.